# Frank Fiedler (Philosoph)
Frank Fiedler (* 13. Mai 1928; † 12. Februar 2007 in Graal-Müritz) war ein deutscher marxistischer Philosoph.

## Leben
Von 1952 bis 1956 studierte er Philosophie am Institut für Philosophie der Karl-Marx-Universität Leipzig. Nach der Promotion 1961 zum Dr. phil. an der Karl-Marx-Universität bei Rugard Otto Gropp und Werner Müller war er von 1965 bis 1967 Dozent für Dialektischen Materialismus am Institut für Philosophie der KMU Leipzig. Nach der Habilitation 1966 bei Alfred Kosing, Werner Müller und Karel Berka war er von 1969 bis 1990 Professor für Dialektischen Materialismus.

## Schriften (Auswahl)
- Von der Einheit der Wissenschaft. Berlin 1964.
- Philosophie. Leipzig 1965.
- Differenzierung, Integration und Einheit der Wissenschaften. Leipzig 1966.
- Einheitswissenschaft oder Einheit der Wissenschaft?. Berlin 1971.